# عسامة بن عمرو
عَسامَة بن عمرو المعافري ( - 176هـ/ 792م) والي مصر في العصر العباسي عام 168 هـ-169هـ/ 785م.

## سيرته
هو عَسامَة بن عمرو بن علقمة بن معلوم بن جبريل بن أوس بن دحية المعافري الأمير أبو داجن أمير مصر. كان عسامة أحد قادة مصر ووجهائها خلال العصر الإسلامي المبكر. ذُكر أثناء ثورة محمد النفس الزكية في 762-763م، عندما قبض عليه وأرسله إلى العراق، ووفقًا لإحدى الروايات فإنه ساعد ابنه علي بن محمد بن عبد الله في الاختباء، قبل أن يسمح له الخليفة المهدي بالعودة إلى مصر. شغل عسامة مرارًا منصب صاحب شرطة مصر، حيث عينه ستة ولاة مختلفين في هذا المنصب بين 779 و787م.
بعد مقتل الوالي موسى بن مصعب الخثعمي في 7 شوال 168 هـ/ 785م، خلفه عسامة على إمرة مصر، حيث كان موسى استخلفه بعد خروجه للقتال. وتولى قيادة الحملة لاستعادة السيطرة على البلاد من أنصار دحية بن مصعب ببلاد الصعيد. فبعث إليه جيوشا مع أخيه بكار بن عمرو، فحارب بكار يوسف بن نصير مقدمة جيش دحية، وتطاعنا فوضع يوسف الرمح في خاصرة بكار ووضع بكار الرمح في خاصرة يوسف، فقتلا معًا، ورجع الجيشان منهزمين، وكان ذلك في ذي الحجة سنة 168 هـ.
فلم يقم عسامة بعد ذلك إلا أيامًا يسيرة، حتى جاءه الخبر من الفضل بن صالح العباسي أنه ولي مصر، وقد استخلف عسامة على صلاتها حتى يحضر، فخلفه عسامة على الصلاة حتى حضر الفضل في المحرم سنة 169 هـ. فكانت ولاية عسامة على مصر ثلاثة أشهر إلا أيامًا.
استمر عسامة بمصر بعد ذلك سنين، وفي سنة 176 هـ/ 792م استخلفه إبراهيم بن صالح لما ولي مصر قبل أن يدخلها على الصلاة، فخلفه عسامة أيامًا يسيرة بها، حتى حضر إبراهيم ثم أقام عسامة بعد ذلك بمصر إلى أن مات بها يوم الجمعة 23 ربيع الآخر سنة 176 هـ. استمرت عائلته في التأثير داخل مصر في العقود التي أعقبت وفاته، كما كان ابنه محمد صاحب الشرطة في أوائل القرن التاسع.